# Чемпіонат Хмельницької області з футболу 2012
Чемпіонат Хмельницької області з футболу 2012 — чемпіонат Хмельницької області з футболу, який тривав з квітня по листопад 2012 року.

## Вища ліга

### Команди-учасниці
У Чемпіонат Хмельницької області з футболу 2012 взяли участь 9 команд:
| Команда          | Місто               | Місце в попер. ч-ті |
| ---------------- | ------------------- | ------------------- |
| «Бартнік-Горинь» | м. Ізяслав          | 5                   |
| «ДЮСШ-1»         | м. Хмельницький     | -                   |
| «Енергетик»      | м. Нетішин          | -                   |
| «Енергетик-ІКВА» | смт. Стара Синява   | 8                   |
| «Збруч»          | м. Волочиськ        | 1                   |
| ФК «Красилів»    | м. Красилів         | 6                   |
| ФК «Полонне»     | м. Полонне          | 2                   |
| ФК «Сварог»      | м. Славута          | 3                   |
| ФК «Случ»        | м. Старокостянтинів | -                   |

Після першого кола: 
Команда ФК «Славута»,змінила назву на ФК «Сварог»;
Команда ФК «Полонне», після 10 туру знялися зі змагань.

### Турнірна таблиця
| М | Команда          | І  | В  | Н | П  | РМ    | О  |
| - | ---------------- | -- | -- | - | -- | ----- | -- |
|   | «Збруч»          | 16 | 13 | 2 | 1  | 45−10 | 41 |
|   | ФК «Красилів»    | 16 | 12 | 2 | 2  | 39−16 | 38 |
|   | ФК «Случ»        | 16 | 9  | 4 | 3  | 32−14 | 31 |
| 4 | ФК «Сварог»      | 16 | 7  | 1 | 8  | 29−22 | 22 |
| 5 | «Енергетик»      | 16 | 5  | 6 | 5  | 25−26 | 21 |
| 6 | «Бартнік-Горинь» | 16 | 5  | 1 | 10 | 21−29 | 16 |
| 7 | ФК «Полонне»     | 16 | 5  | 0 | 11 | 23−39 | 15 |
| 8 | «Енергетик-ІКВА» | 16 | 4  | 0 | 12 | 16−39 | 12 |
| 9 | «ДЮСШ-1»         | 16 | 2  | 2 | 12 | 17−52 | 8  |

### Результати матчів
| Команда          | БАР     | ДЮС      | ЕНЕ     | ЕНІ     | ЗБР      | КРА     | ПОЛ     | СВА     | СЛУ     |
| ---------------- | ------- | -------- | ------- | ------- | -------- | ------- | ------- | ------- | ------- |
| «Бартнік-Горинь» |         | 3:2 3:0  | 2:0 2:2 | 1:4 4:1 | 0:2 0:1  | 0:1 1:2 | 1:3 +:- | 0:2 1:4 | 0:4 0:1 |
| «ДЮСШ-1»         | 2:3 0:3 |          | 0:1 3:3 | 2:4 +:- | 0:10 0:3 | 1:5 -:+ | 0:6 +:- | 1:2 1:6 | 1:1 0:2 |
| «Енергетик»      | 0:2 2:2 | 1:0 3:3  |         | 1:0 +:- | 1:1 1:2  | 0:0 1:6 | 1:2 +:- | 1:1 4:3 | 1:2 2:2 |
| «Енергетик-ІКВА» | 4:1 1:4 | 4:2 -:+  | 0:1 -:+ |         | 0:3 -:+  | 0:4 1:2 | 0:4 +:- | 0:2 +:- | 0:4 -:+ |
| «Збруч»          | 2:0 1:0 | 10:0 3:0 | 1:1 2:1 | 3:0 +:- |          | 1:0 5:1 | 4:1 +:- | 2:0 -:+ | 3:3 2:0 |
| ФК «Красилів»    | 1:0 2:1 | 5:1 +:-  | 0:0 6:1 | 4:0 2:1 | 0:1 1:5  |         | 3:1 5:2 | 2:1 1:0 | 2:2 2:0 |
| ФК «Полонне»     | 3:1 -:+ | 6:0 -:+  | 2:1 -:+ | 4:0 -:+ | 1:4 -:+  | 1:3 2:5 |         | 3:2 -:+ | 1:2 -:+ |
| ФК «Сварог»      | 2:0 4:1 | 2:1 6:1  | 1:1 3:4 | 2:0 -:+ | 0:2 +:-  | 1:2 0:1 | 2:3 +:- |         | 0:3 -:- |
| ФК «Случ»        | 4:0 1:0 | 1:1 2:0  | 2:1 2:2 | 4:0 +:- | 3:3 0:2  | 2:2 0:2 | 2:1 +:- | 3:0 -:- |         |

## Перша ліга

### Чемпіонат Хмельницької області з футболу серед команд КФК, АПК та СФСК

#### Північна зона

##### Команди-учасниці
У Чемпіонат Хмельницької області з футболу 2012 Першої ліги (Північної Зони) взяли участь 9 команд:
| Команда         | Місто               | Місце в попер. ч-ті |
| --------------- | ------------------- | ------------------- |
| «Берегиня»      | с. Сутківці         | 2                   |
| «Довіра»        | смт. Антоніни       | 3 фг                |
| «ЗЗБШ»          | м. Старокостянтинів | -                   |
| «Камчатка»      | с. Теліжинці        | 7 пг                |
| «Мотор-Січ»     | м. Волочиськ        | -                   |
| «Нива»          | м. Летичів          | 4 пг                |
| «Укрелітагро»   | с. Михнів           | -                   |
| ФК «Красилів-2» | м. Красилів         | -                   |
| «Цукровик»      | смт. Теофіполь      | 3 фг                |

опис:
фг - Фінальна група
пг - Попередня група

##### Фінальна таблиця Північної Зони
| М | Команда        | І  | В  | Н | П  | РМ    | О  |
| - | -------------- | -- | -- | - | -- | ----- | -- |
| 1 | «Мотор-Січ»    | 16 | 12 | 2 | 2  | 50−18 | 38 |
| 2 | «Укрелітагро»  | 16 | 12 | 2 | 2  | 47−17 | 38 |
| 3 | «Довіра»       | 16 | 9  | 4 | 3  | 34−22 | 31 |
| 4 | «Берегиня»     | 15 | 8  | 2 | 5  | 36−24 | 26 |
| 5 | «Камчатка»     | 16 | 7  | 0 | 9  | 25−37 | 21 |
| 6 | «Цукровик»     | 16 | 5  | 2 | 9  | 32−36 | 17 |
| 7 | «ЗЗБШ»         | 16 | 5  | 2 | 9  | 17−22 | 17 |
| 8 | «Нива»         | 16 | 3  | 2 | 11 | 18−37 | 11 |
| 9 | ФК«Красилів-2» | 16 | 2  | 0 | 14 | 19−65 | 6  |

#### Південна зона

##### Команди-учасниці
У Чемпіонат Хмельницької області з футболу 2012 Першої ліги (Південної Зони) взяли участь 9 команд:
| Команда             | Місто           | Місце в попер. ч-ті |
| ------------------- | --------------- | ------------------- |
| «Евеліна»           | смт. Ярмолинці  | 1                   |
| «Епіцентр-Вікторія» | м. Городок      | -                   |
| «Заслав'я»          | смт. Віньківці  | 6 пг                |
| «Колос»             | с. Лисець       | -                   |
| «Крила Рад»         | смт. Дунаївці   | 4 пг                |
| «Оболонь»           | м. Городок      | 9 пг                |
| «Олімп»             | м. Деражня      | 3                   |
| «Сокіл»             | с. Соколівка    | 8 пг                |
| «Ушиця»             | смт. Нова Ушиця | 10 пг               |

опис:
фг - Фінальна група
пг - Попередня група

##### Фінальна таблиця Південної Зони
| М | Команда             | І  | В  | Н | П  | РМ    | О  |
| - | ------------------- | -- | -- | - | -- | ----- | -- |
| 1 | «Епіцентр-Вікторія» | 16 | 12 | 2 | 2  | 53−23 | 38 |
| 2 | «Крила Рад»         | 16 | 10 | 3 | 3  | 48−23 | 33 |
| 3 | «Олімп»             | 16 | 10 | 2 | 4  | 38−19 | 32 |
| 4 | «Заслав'я»          | 16 | 10 | 2 | 4  | 51−29 | 32 |
| 5 | «Ушиця»             | 16 | 8  | 4 | 4  | 39−32 | 28 |
| 6 | «Евеліна»           | 16 | 7  | 2 | 7  | 34−28 | 23 |
| 7 | «Оболонь»           | 16 | 5  | 1 | 10 | 36−62 | 16 |
| 8 | «Сокіл»             | 16 | 2  | 0 | 14 | 10−41 | 6  |
| 9 | «Колос»             | 16 | 0  | 0 | 16 | 11−63 | 0  |

#### Фінальна частина з футболу серед команд КФК, АПК та СФСК
Група «А»
| М | Команда             | І | В | Н | П | РМ  | О |
| - | ------------------- | - | - | - | - | --- | - |
| 1 | «Крила Рад»         | 2 | 2 | 0 | 0 | 5−0 | 6 |
| 2 | «Укрелітагро»       | 2 | 1 | 0 | 1 | 2−3 | 3 |
| 3 | «Епіцентр-Вікторія» | 2 | 0 | 0 | 2 | 1−5 | 0 |

Результати матчів групи «А»
«Укрелітагро» (с. Михнів)  — «Крила Рад» (смт. Дунаївці)- 0:2
«Епіцентр-Вікторія» (м. Городок) - «Укрелітагро» (с. Михнів)- 1:2
«Крила Рад» (смт. Дунаївці) — «Епіцентр-Вікторія» (м. Городок)- +:-
Група «Б»
| М | Команда     | І | В | Н | П | РМ  | О |
| - | ----------- | - | - | - | - | --- | - |
| 1 | «Мотор-Січ» | 2 | 2 | 0 | 0 | 3−1 | 6 |
| 2 | «Олімп»     | 2 | 0 | 1 | 1 | 2−3 | 1 |
| 3 | «Заслав'я»  | 2 | 0 | 1 | 1 | 1−2 | 1 |

Результати матчів групи «Б»
«Мотор-Січ» (м. Волочиськ) - «Олімп» (м. Деражня)-2:1
«Олімп» (м. Деражня) - «Заслав'я» (смт. Віньківці)-1:1
«Заслав'я» (смт. Віньківці) - «Мотор-Січ» (м. Волочиськ)-0:1

#### Фінал з футболу серед команд КФК, АПК та СФСК
Матч за 3-е місце
4 листопада
стадіон Спортивний комплекс «Поділля» (Хмельницький)
«Укрелітагро» (с. Михнів) -«Олімп» (м. Деражня)- 6:0
Фінал
4 листопада
стадіон Спортивний комплекс «Поділля» (Хмельницький)
«Крила Рад» (смт. Дунаївці) -«Мотор-Січ» (м. Волочиськ) — 2:1

## Кубок області
Фінал
«Збруч» (м. Волочиськ) — «ФК «Сварог»» (м. Славута) 5:0

## Переможці 2012
Чемпіон Хмельницької області — «Збруч» (м. Волочиськ)
Володар Кубка Хмельницької області — «Збруч» (м. Волочиськ)
Чемпіон Хмельницької області серед команд КФК, АПК та СФСК — «Крила Рад» (смт. Дунаївці)